# 遼東省
遼東省（りょうとう-しょう）は第二次国共内戦期に中国共産党が設置した中国共産党革命根拠地（解放区）であり、中華人民共和国建国後も行政区域として短い期間ではあるが存続しその省政府は行政を行った。本省は先行して成立していた革命根拠地（解放区）の遼寧省及び安東省が1949年（民国38年）4月21日に合併して成立した。中華人民共和国建国後数年を経た1954年6月19日に遼西省と合併して現在の遼寧省が成立し遼東省は廃止された。
ここでは前身の革命拠点としての遼寧省及び安東省についても述べる。

## 遼寧省
解放区政府としての遼寧省は、同一名称であることから現行の遼寧省と混同される事があるが、その行政範囲、政府組織が大きく異なる別の行政区画であるため、当時の史料に接するさいには注意が必要である。
1945年（民国34年）10月、満州国奉天省地域に奉天省自治政府が成立、省会を瀋陽市に設置した。国共内戦の戦況に伴い、同年11月25日には本渓市に、翌1946年（民国35年）4月には安東市に移転し安東省政府との合同公署が成立した。同年7月、再び遼寧省政府が通化市で組織されたが、11月の通化陥落に伴い臨江県に移転、
1947年（民国36年）には再び梅河口に移転している。1948年（民国37年）7月、遼南行署と合併、下部に4市14県を管轄するようになった。同年12月には解放区の拡大に伴い万福、青城、牛庄の各県が廃止となった。
1949年（民国38年）4月21日、安東省と合併し遼東省に統合された。

## 安東省
1945年（民国34年）11月、満州国安東省地域に安東省自治政府が成立、省会を安東市に設置した。国共内戦の戦況に伴い、1946年（民国35年）10月21日に安東を放棄、1947年（民国36年）6月10日に再び実効支配下に置き安東省会が設置され、下部に1市17県を管轄した。
1949年（民国38年）4月21日、遼寧省と合併し遼東省に統合された。

## 遼東省
中華人民共和国建国後も行政区域として短期間ではあるが存続し、その省政府は行政を行った。また域内にある旅大市（1945年から1951年までソビエト連邦軍が管理）、鞍山市、撫順市、本渓市は中央直轄市として省と同格の地位が与えられ遼東省と独立して行政が行われた。1954年6月19日に隣接する遼西省と合併し新たに遼寧省が成立し遼東省は廃止された。遼東省北部の一部の県は吉林省に編入された。

## 行政区画
遼東省統合直前の下部行政区画は下記の通り

### 遼寧省
- 鞍山市
- 営口市
- 遼陽市
- 海城県
- 遼陽県
- 遼中県
- 台安県
- 盤山県
- 営口県
- 蓋平県
- 荘河県
- 岫岩県
- 新金県
- 復県

### 安東省
- 安東市
- 孤山県
- 新賓県
- 本渓県
- 撫順県
- 鳳城県
- 賽馬県
- 桓仁県
- 寛甸県
- 通化県
- 臨江県
- 輯安県
- 撫松県
- 長白県
- 柳河県
- 輝南県
- 靖宇県